# 波马雷一世
波马雷一世（约1742年—1803年9月3日）是大溪地的统一者及首任国王。1788年，他创建了大溪地王國波馬雷王朝。
作为国王，波马雷致力于统一各个部落，建立包括大溪地本岛、梅海蒂亚岛、莫雷阿岛和泰蒂亚罗阿岛在内的王国。1791年波马雷退位，但直至1803年仍保有摄政的地位。他结婚4次，有2个儿子和3个女儿。
| 統治者頭銜 | 統治者頭銜                | 統治者頭銜          |
| ---------- | ------------------------- | ------------------- |
| 新頭銜     | 大溪地国王 1788–1791/1803 | 繼任者： 波马雷二世 |